# 塞祖尔菲
塞祖尔菲是葡萄牙布拉干萨区的一个堂区。总面积15.2平方公里，总人口184人，人口密度12.1人/平方公里。